# Jabłonowo Pomorskie
Jabłonowo Pomorskie (do 1927 Sadlinki; niem. Sadlinken, 1903 Goßlershausen) – miasto w województwie kujawsko-pomorskim, w powiecie brodnickim, siedziba gminy miejsko-wiejskiej Jabłonowo Pomorskie.
Według danych GUS z 31 grudnia 2019 r. miasto liczyło 3716 mieszkańców.
Patronką miasta jest błogosławiona Maria Karłowska.

## Położenie
Jabłonowo Pomorskie położone jest w północno-zachodniej części województwa kujawsko-pomorskiego, przy drodze wojewódzkiej nr 543. W mieście krzyżują się linie kolejowe nr 208 i 353. Na pograniczu miasta przepływa rzeka Lutryna.
Pod względem historycznym Jabłonowo Pomorskie leży w ziemi chełmińskiej.
Według regionalizacji fizycznogeograficznej Polski miasto znajduje się na Pojezierzu Brodnickim.

## Historia

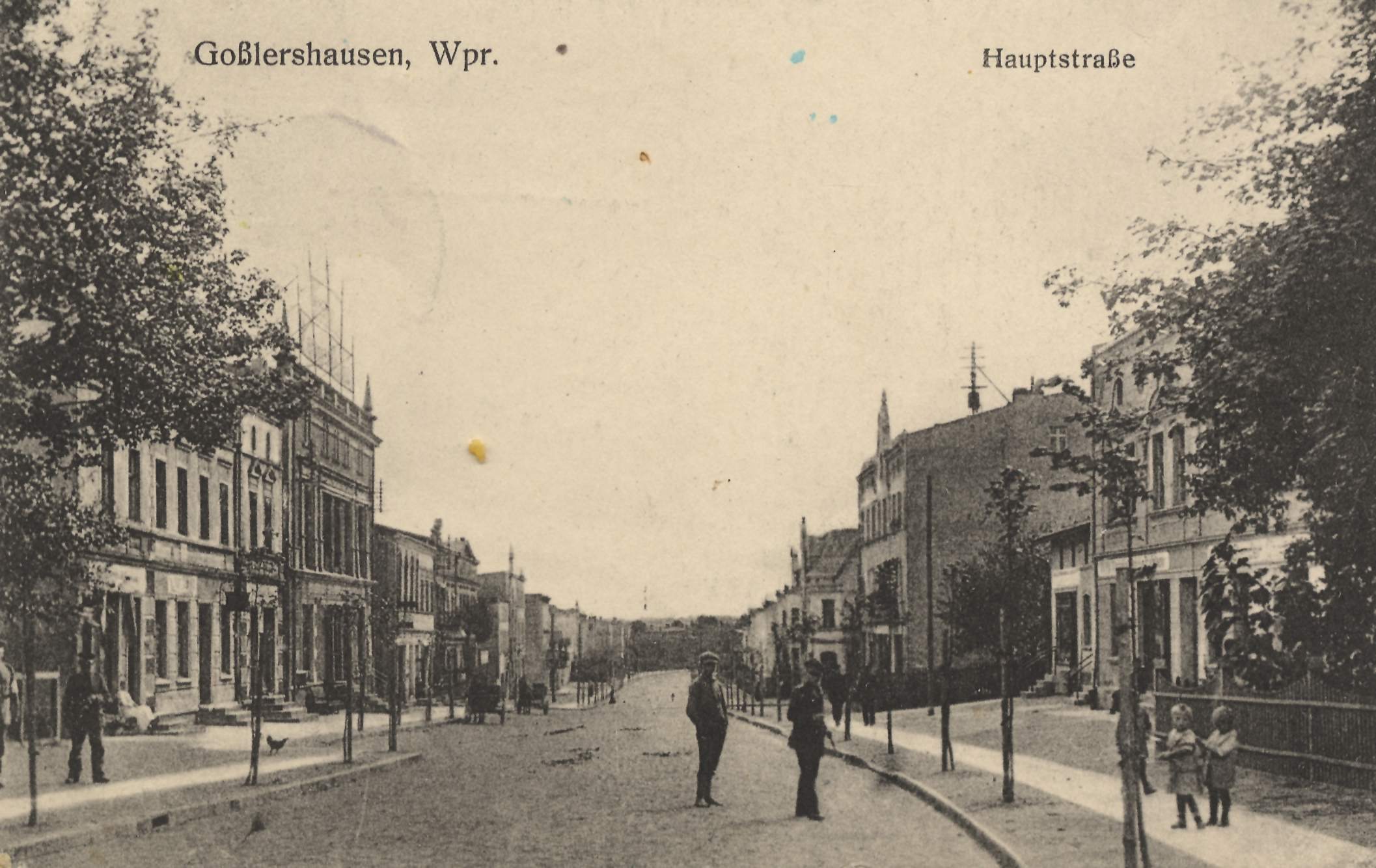
Jabłonowo w 1917 r.

Współczesne Jabłonowo Pomorskie to dawna wieś Sadlinki (niem. Sadlinken), która powstała na zachód od dóbr rycerskich Jabłonowo (obecnie Jabłonowo-Zamek, niem. Jablonowo), znanych od roku 1222. Pierwsza wzmianka znalazła się w tzw. dokumencie „łowickim” (1222 r.), w którym Konrad mazowiecki nadał osadę biskupowi Chrystianowi. Po przejęciu tych terenów przez Krzyżaków miejscowość znalazła się w granicach komturstwa brodnickiego. W 1342 roku wielki mistrz krzyżacki Dytrych von Altenburg nadał dobra jabłonowskie rycerzowi Rudigerowi von Lugendorf.
Najstarszą linię kolejową w pobliżu Sadlinek i Jabłonowa otwarto 20 listopada 1871 roku. Wiodła ona z Torunia Wschodniego do obecnego obwodu królewieckiego:

Jak to bywało nie tylko u nas – stacje kolejowe gromadziły tłumy podróżnych, kupców i handlarzy (...). Tak powstawały nowe osiedla. Niektóre z nich, jak Sadlinki rozwinęły się w miasteczko, które przekształciło się w całkiem sporą miejscowość. Ekspansywne Sadlinki powstając w najbliższym sąsiedztwie Jabłonowa Zamku wkrótce połączyły się z nim, lub, jak kto woli „wchłonęły”. Ale pod zupełnie nową nazwą. Otóż do czasu budowy węzła kolejowego, jeśli ktoś wspominał o Jabłonowie to miał na myśli tereny obecnego Jabłonowa Zamku. W miejscu, w którym obecne miasto tętni swoim życiem była natomiast osada o nazwie Sadlinki.

W 1903 roku nazwę Sadlinken zmieniono na Goßlershausen, a nazwa ta się utrzymała do 1920, do końca w zaboru pruskiego:

Na Gosslershausen przechrzczono miejscowość Sadlinki w powiecie brodnickim. Pierwotnie miejscowość tę zamierzano połączyć z Jabłonowem i nazwać »Ostmark«, lecz po śmierci naczelnego prezesa Prus Zachodnich Gosslera odstąpiono od tego zamiaru i postanowiono miejscowości te nazwać od jego nazwiska. Najpierw więc Sadlinki, a następnie stacja kolejowa i pocztowa miały być nazwane od pruskiego polityka i urzędnika Gosslera.

W okresie II Rzeczypospolitej – jako Sadlinki – należały do powiatu brodnickiego w województwie pomorskim, gdzie stanowiły gminę jednostkową. 28 stycznia 1927 nazwę miejscowości Sadlinek (i gminy jednostkowej) zmieniono na Jabłonowo. 1 sierpnia 1934, w związku z reformą administracyjną kraju, Jabłonowo ustanowiło nową gminę Jabłonowo I (nazwa Jabłonowo I została użyta aby gminę móc odróżnić od sąsiedniej wiejskiej gminy Jabłonowo II, również z siedzibą w Jabłonowie). 
Po wojnie Jabłonowo zachowało początkowo przynależność administracyjną. 6 lipca 1950 roku zmieniono nazwę woj. pomorskiego na bydgoskie. Według stanu z dnia 1 lipca 1952 roku gmina składała się z samego Jabłonowa i przez to nie była podzielona na gromady. Gminę Jabłonowo I zniesiona jesienią 1954 roku wraz z reformą wprowadzającą gromady w miejsce gmin i została przekształcona w gromadę Jabłonowo. 13 listopada 1954, po pięciu tygodniach, gromadę Jabłonowo zniesiono w związku z przekształceniem jej obszaru w osiedle. 18 lipca 1962 osiedle Jabłonowo otrzymało prawa miejskie. W latach 1975–1998 miasto administracyjnie należało do woj. toruńskiego.
Od lat 30. XX wieku w sąsiednim Jabłonowie-Zamku znajduje się dom generalny Zgromadzenia Sióstr Pasterek od Opatrzności Bożej.

## Demografia
- Piramida wieku mieszkańców Jabłonowa Pomorskiego w 2014 roku[16].

## Zabytki

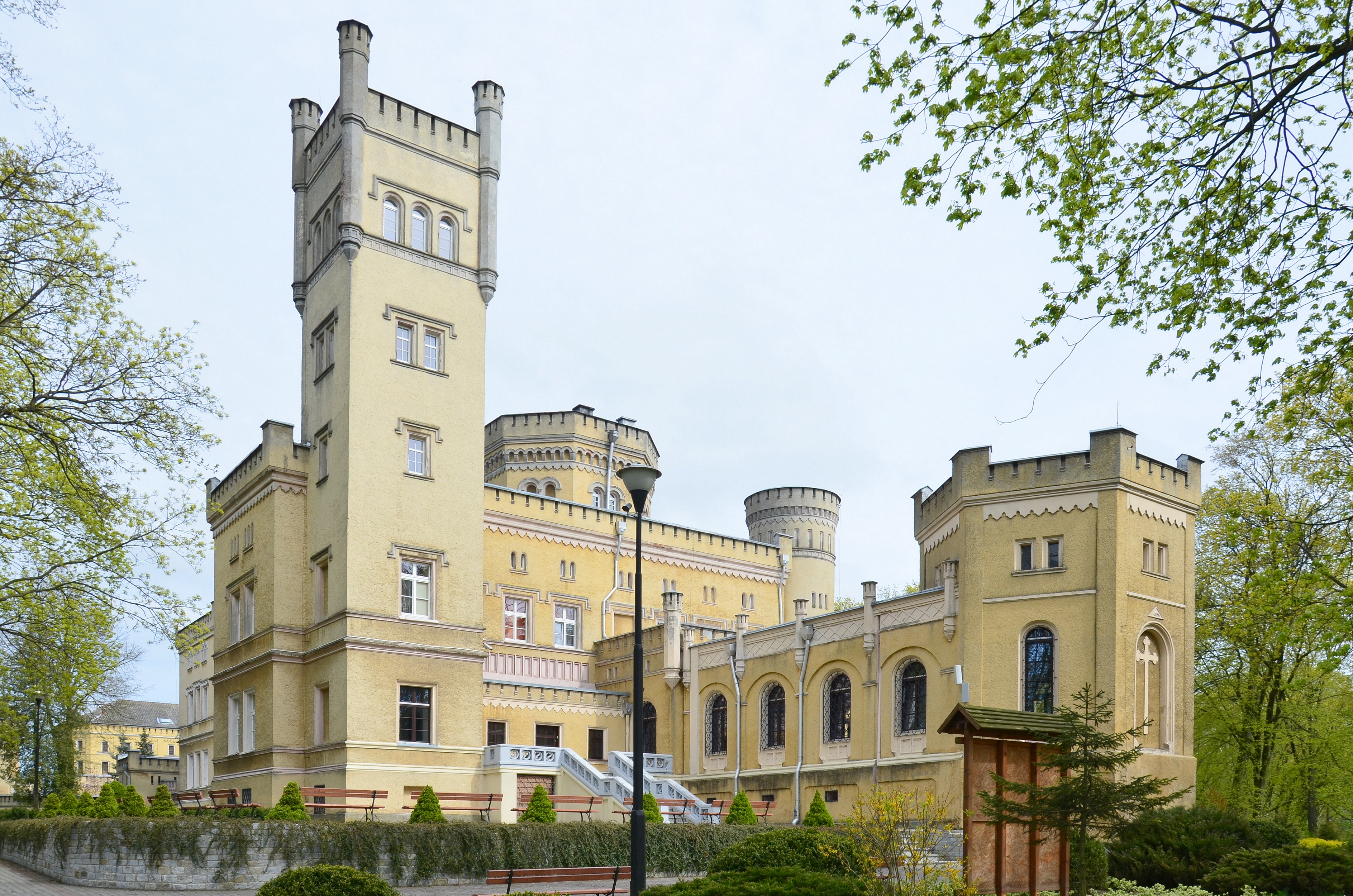
Pałac Narzymskich w Jabłonowie Pomorskim

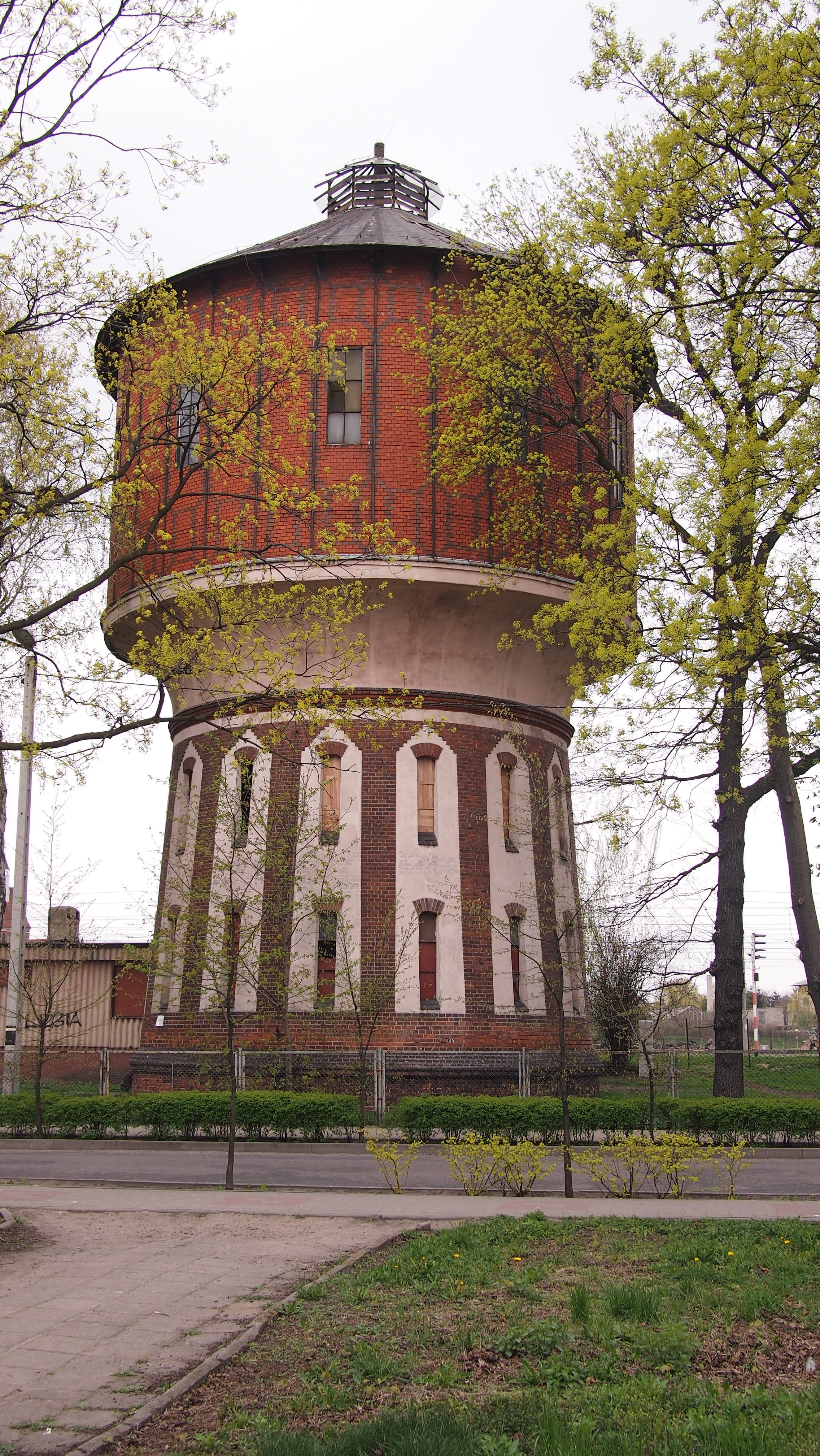
Kolejowa wieża ciśnień

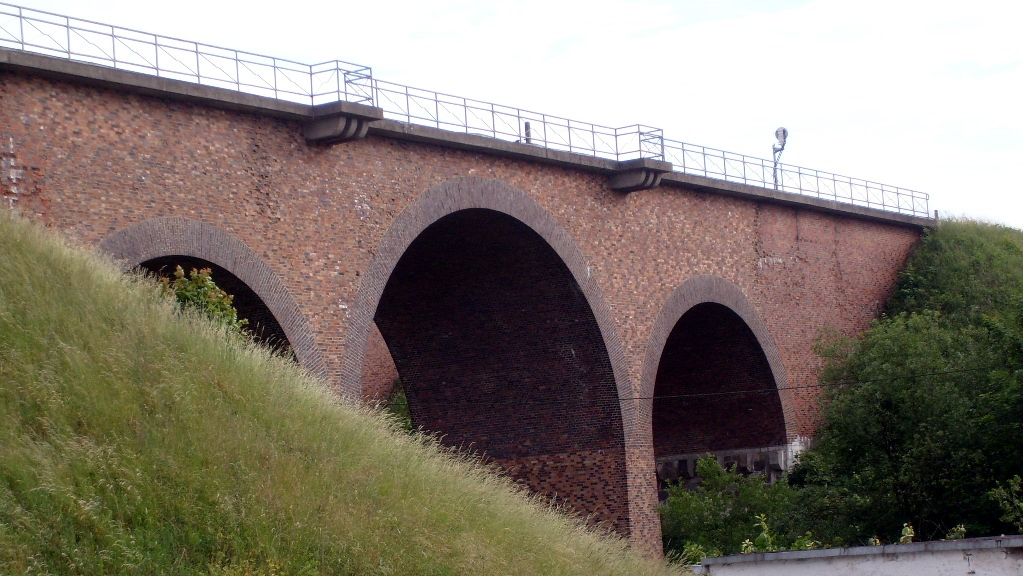
Ceglany most kolejowy z końca XIX wieku

- Kościół parafialny pw. św. Wojciecha z lat 1860-64[17]
- Neogotycki kościół pw. Chrystusa Króla z lat 1907–1908
  - Pastorówka, obecnie plebania
- Pałac Narzymskich w Jabłonowie Pomorskim, obecnie klasztor ss. pasterek z 1860-68[18][19]

inne
- Kolejowa wieża ciśnień
- Ceglany most kolejowy z końca XIX wieku
- Zabytkowe kamienice z przełomu XIX i XX wieku

## Wspólnoty wyznaniowe

### Kościół rzymskokatolicki
- Parafia Chrystusa Króla w Jabłonowie Pomorskim

### Świadkowie Jehowy
- Zbór Świadków Jehowy[20]

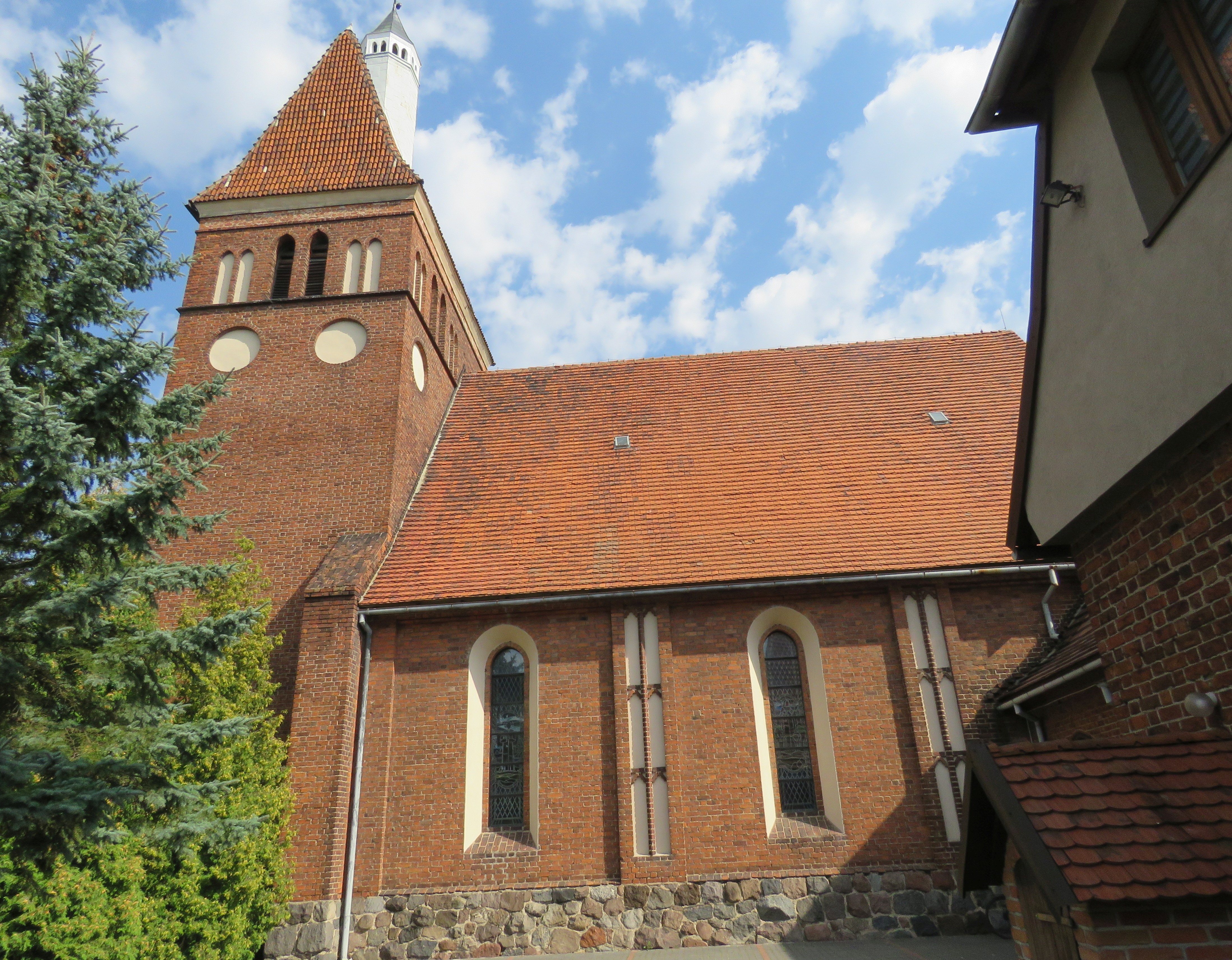
Kościół pw. Chrystusa Króla i Matki Bożej Nieustającej Pomocy
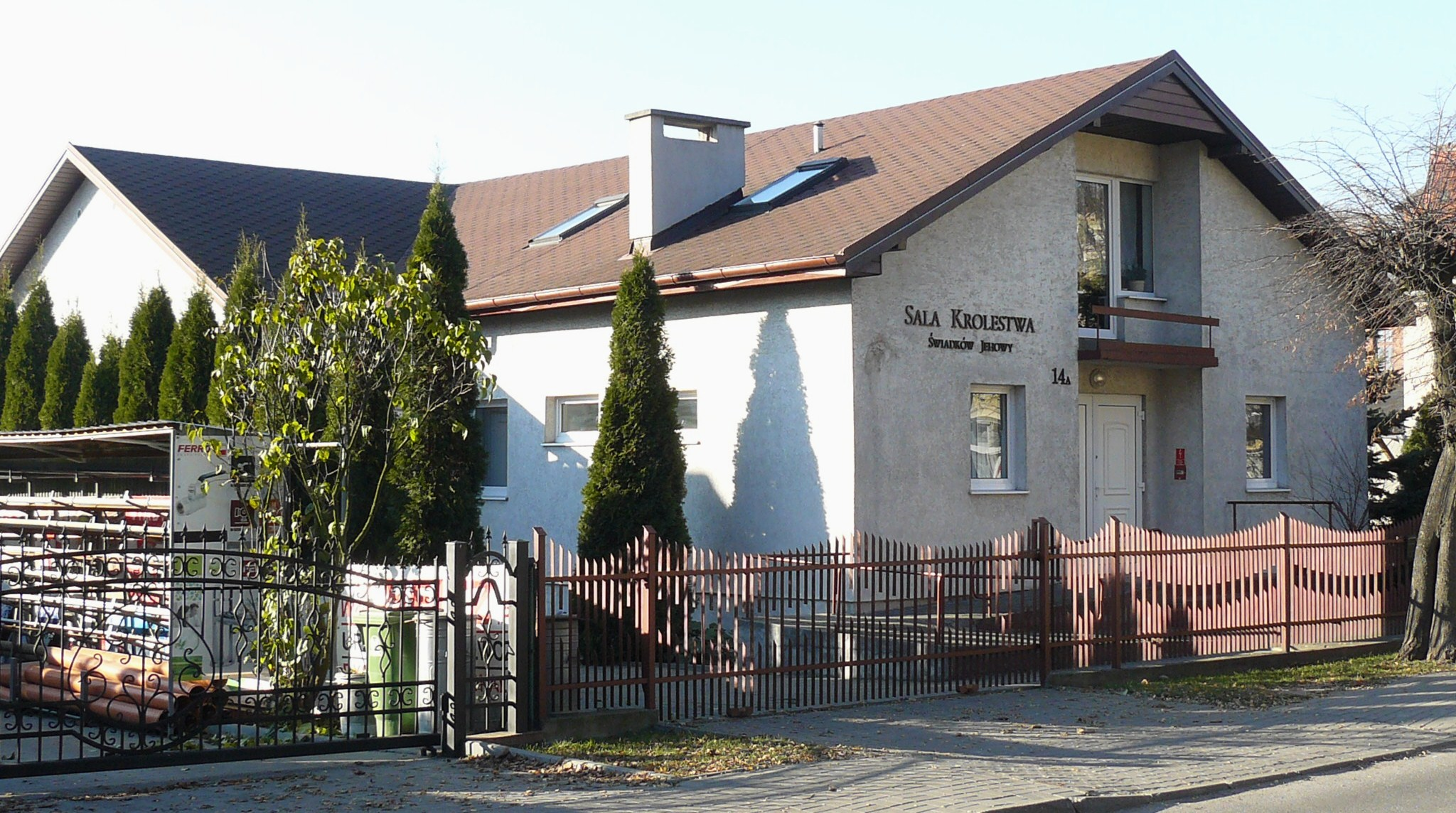
Sala Królestwa Świadków Jehowy